# Ganonema japonicum
Ganonema japonicum là một loài Trichoptera trong họ Calamoceratidae. Chúng phân bố ở miền Cổ bắc.